# Emil Adolf von Behring

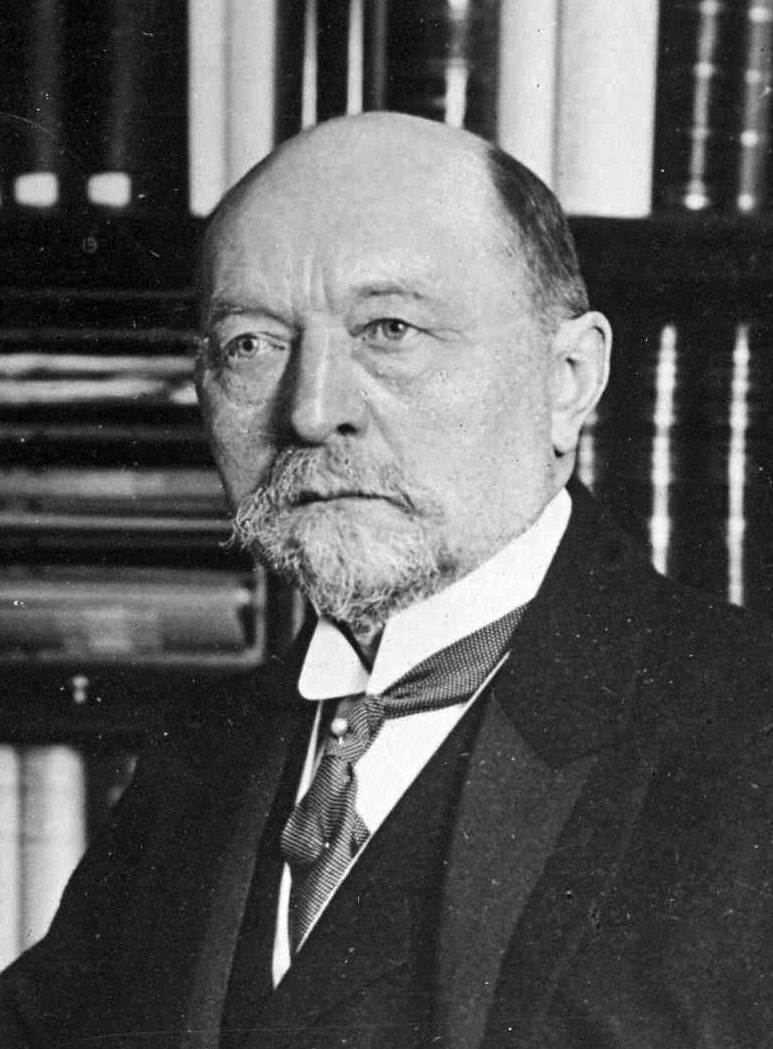
Emil Adolf von Behring, năm 1917

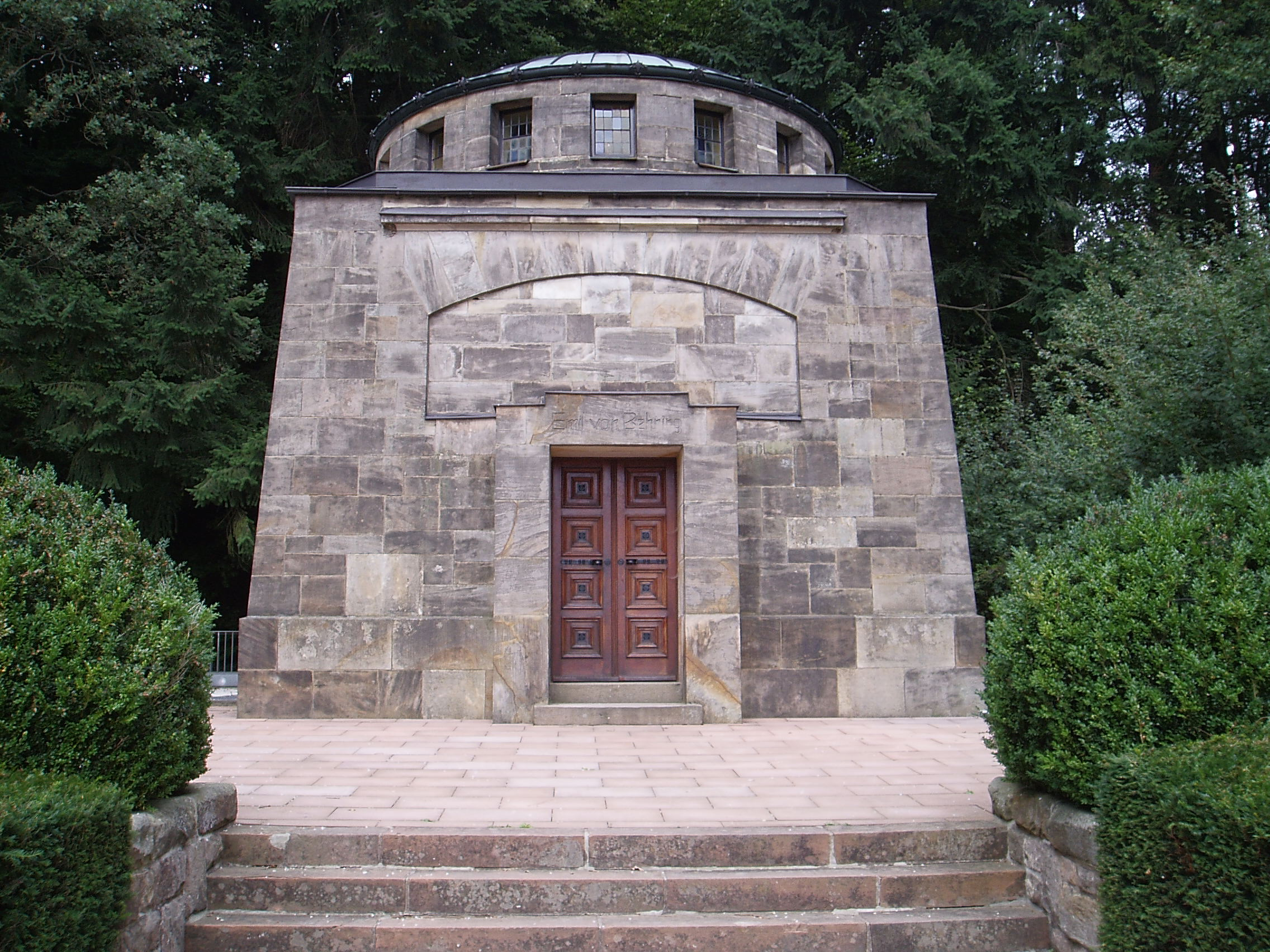
Lăng mộ Behring

Emil Adolf von Behring (15 tháng 3 năm 1854 – 31 tháng 3 năm 1917) là nhà sinh lý học người Đức, người đầu tiên được nhận giải Nobel Sinh lý và Y khoa năm 1901.

## Tiểu sử
Behring có tên khai sinh là Adolf Emil Behring, sinh tại Hansdorf (nay là Ławice, hạt Iława, Ba Lan), Kreis Rosenberg, "tỉnh Phổ" (Province of Prussia).
Ông học Y học tại "Akademie für das militärärztliche Bildungswesen", Berlin từ năm 1874 tới 1878 và trở thành bác sĩ quân y, sau đó làm giáo sư môn Vệ sinh trong Phân khoa Y học ở trường Đại học Marburg, một chức vụ mà ông đảm nhận suốt đời.

## Sự nghiệp
Behring rất nổi tiếng vì là người đã khám phá ra kháng độc tố bệnh bạch hầu và những đóng góp của ông trong nghiên cứu về khả năng miễn dịch. Ông đoạt giải Nobel Sinh lý và Y khoa đầu tiên, năm 1901 vì đã khai triển liệu pháp huyết thanh (serotherapy) chống bệnh bạch hầu (làm chung với Emile Roux) và bệnh uốn ván. Bệnh bạch hầu là một tai họa cho con người thời đó, nhất là các trẻ em. Tại Hội nghị quốc tế về bệnh lao (International Tuberculosis Congress) năm 1905, ông công bố là đã khám phá ra "một chất xuất ra từ vi khuẩn lao". Chất này, ông gọi là "T C", đóng vai trò quan trọng trong tác động miễn nhiễm ở "vắc-xin bò" (bovivaccine) của ông, ngăn ngừa bệnh lao ở trâu bò. 
Behring từ trần ở Marburg, Hessen-Nassau, ngày 31 tháng 3 năm 1917. Tên của ông được gắn liền với Dade Behring, công ty lớn nhất thế giới chuyên về chẩn đoán lâm sàng, với CSL Behring một hãng sản xuất huyết tương từ các liệu pháp sinh học, với Behringwerke AG ở Marburg, với Novartis Behring và với giải Emil von Behring của trường Đại học Marburg, giải thưởng y học cao nhất ở Đức.
Tấm huy chương giải Nobel của ông hiện được trưng bày trong viện Bảo tàng Chữ thập đỏ và Trăng lưỡi liềm đỏ quốc tế (International Red Cross and Red Crescent Museum) tại Genève, Thụy Sĩ.

## Ấn phẩm
- Die Blutserumtherapie (1892)
- Die Geschichte der Diphtherie (1893)
- Bekämpfung der Infektionskrankheiten (1894)
- Beiträge zur experimentellen Therapie (1906)